# Metro (desková hra)
Metro s podtitulem Paris 1898 je moderní společenská hra německého typu o stavbě pařížského metra před Světovou výstavou v Paříži v roce 1898. Jejím autorem je Dirk Henn.
Jde o stolní hru pro 2 až 6 hráčů založenou na postupném přikládání jednotlivých kartiček, na kterých jsou zobrazeny koleje. Cílem hry je postavit co nejlépe ohodnocené trasy metra.

## Příprava hry
- Doprostřed stolu umístíme hrací plán.
- Hráči si rozlosují svou barvu, k dispozici je žlutá, modrá, oranžová, zelená, fialová a černá, pořadí barev je neměnné (je pevně dáno, které barvy se použijí ve hře méně než 6 hráčů).
- Hráči obdrží bodovací figurku, kterou umístí na začátek bodovacího pole, které je po celém okraji herního plánu a umožňuje počítat do 100 bodů.
- Hráči obdrží jízdní řád, v němž je řečeno, na které stanice mají na začátku hry umístit svůj vlak metra.
- Kartičky s kolejemi se zamíchají a položí lícem dolů vedle herního plánu.
- Každý hráč si vezme jednu kartičku, neukazuje ji však ostatním hráčům.

## Postup hry
Hráč na tahu musí na herní plán umístit jednu kartičku s kolejemi. Pokud si nepřeje hrát s touto kartičkou, může si vzít další kartičku, ale s tou již musí hrát.
Pro umístění kartiček platí následující pravidla:
- kartička musí být položena na prázdné políčko
- kartička musí být položena na okraj herního plánu nebo se musí alespoň jednou stranou dotýkat jiné kartičky
- směr šipky na kartičce musí odpovídat směru šipky na herním plánu
- kartička nesmí být položena tak, aby trasa metra od počáteční do konečné stanice měla délku jen 1 políčko (neplatí v případě, že kartičku nelze jinak umístit)
- hráč může kartičku umístit i na trasu spoluhráče, pokud tím neporuší výše uvedená pravidla

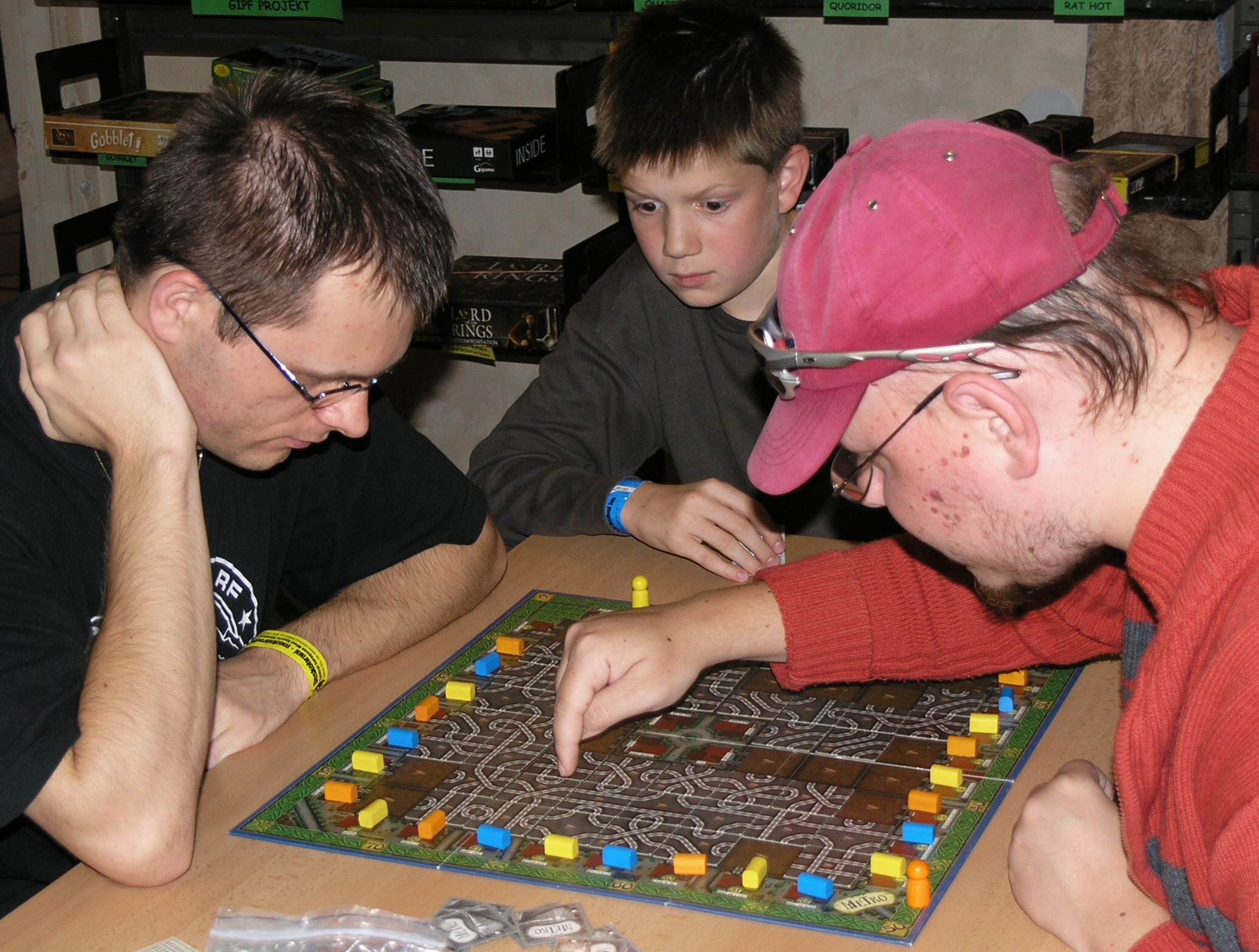
Hráč počítající si body

Po umístění kartičky si hráč vezme další kartičku.
Hráč hraje i v případě, že má již všechny své trasy dokončeny.

## Bodování
Body jsou přiděleny hned při dokončení trasy metra. Za každou kolej na kartičce obdrží hráč 1 bod, pokud vedou koleje přes kartičku vícekrát, obdrží hráč tolik bodů, kolikrát přes kartičku vlak přejede. Pokud trasa končí ve stanici uprostřed hracího plánu, je počet bodů za danou trasu dvojnásobný.
O získané body se posunuje bodovací figurka na bodovém okraji hracího plánu.
Dokončená trasa je označena přesunem vláčku z výchozí stanice po postavené trase do konečné.